# Campo (agricoltura)
In agricoltura un campo è una zona di terra, chiuso o aperta, destinata alla coltivazione, all'uso recinto per il bestiame o alla tecnica della rotazione delle colture, in cui il campo può essere anche incolto o arabile.

## Galleria d'immagini

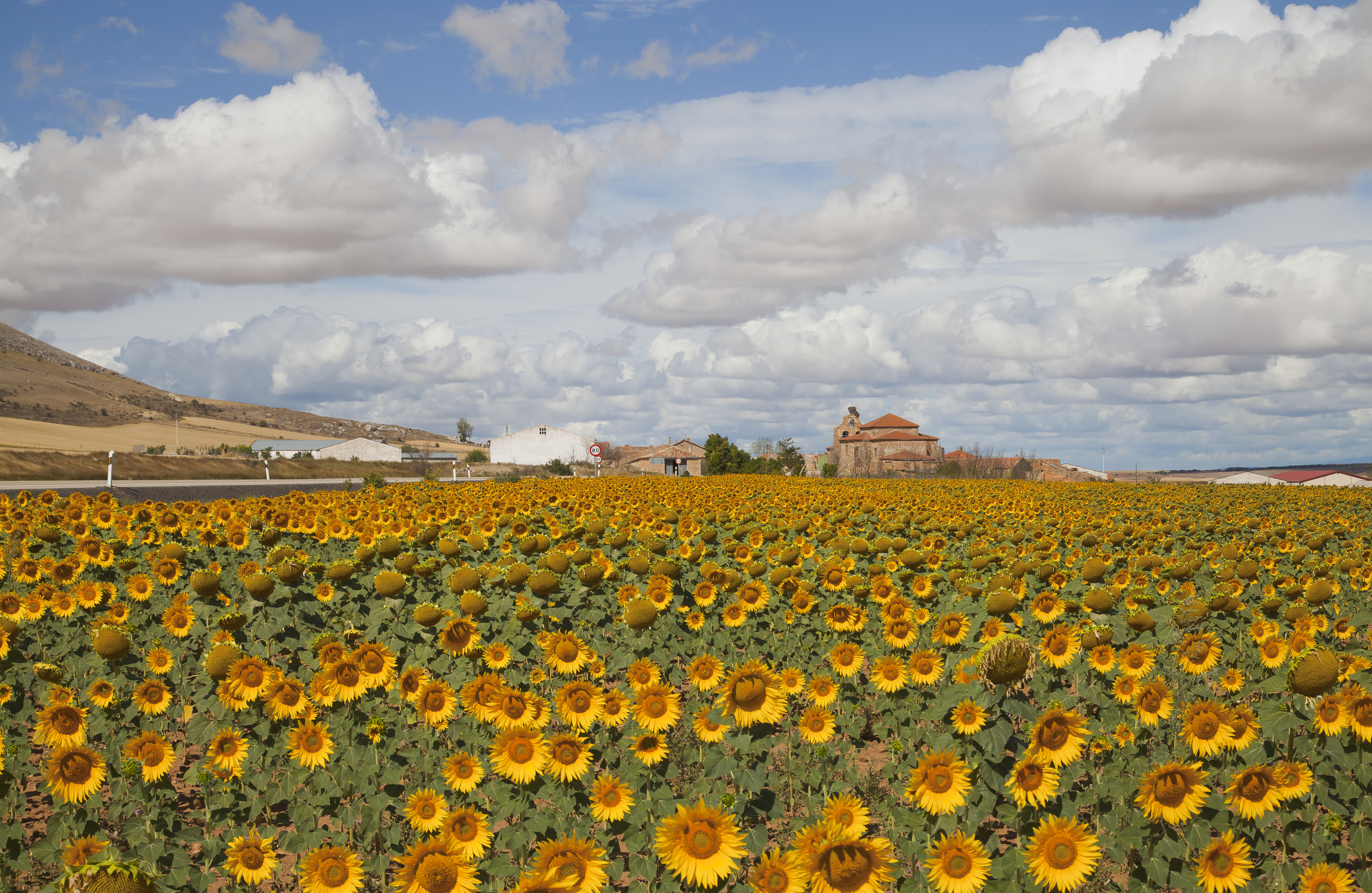
Campo di girasoli in Spagna
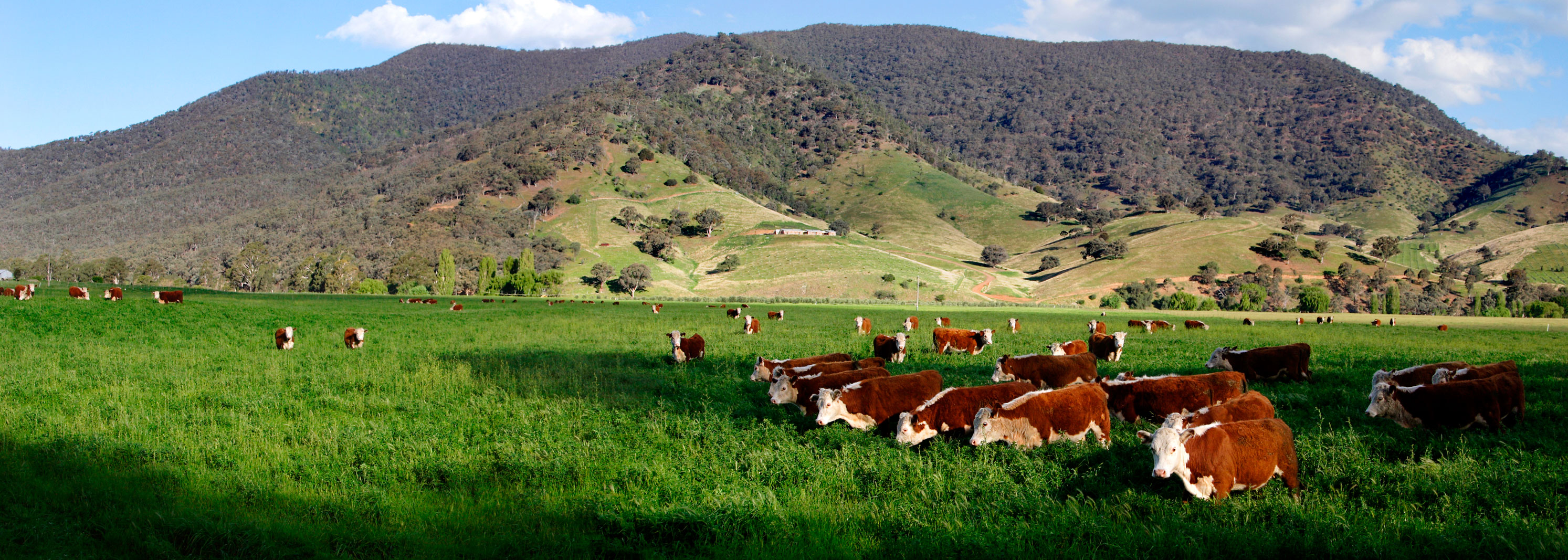
Campo verde, in lingua inglese paddock, con bestiame
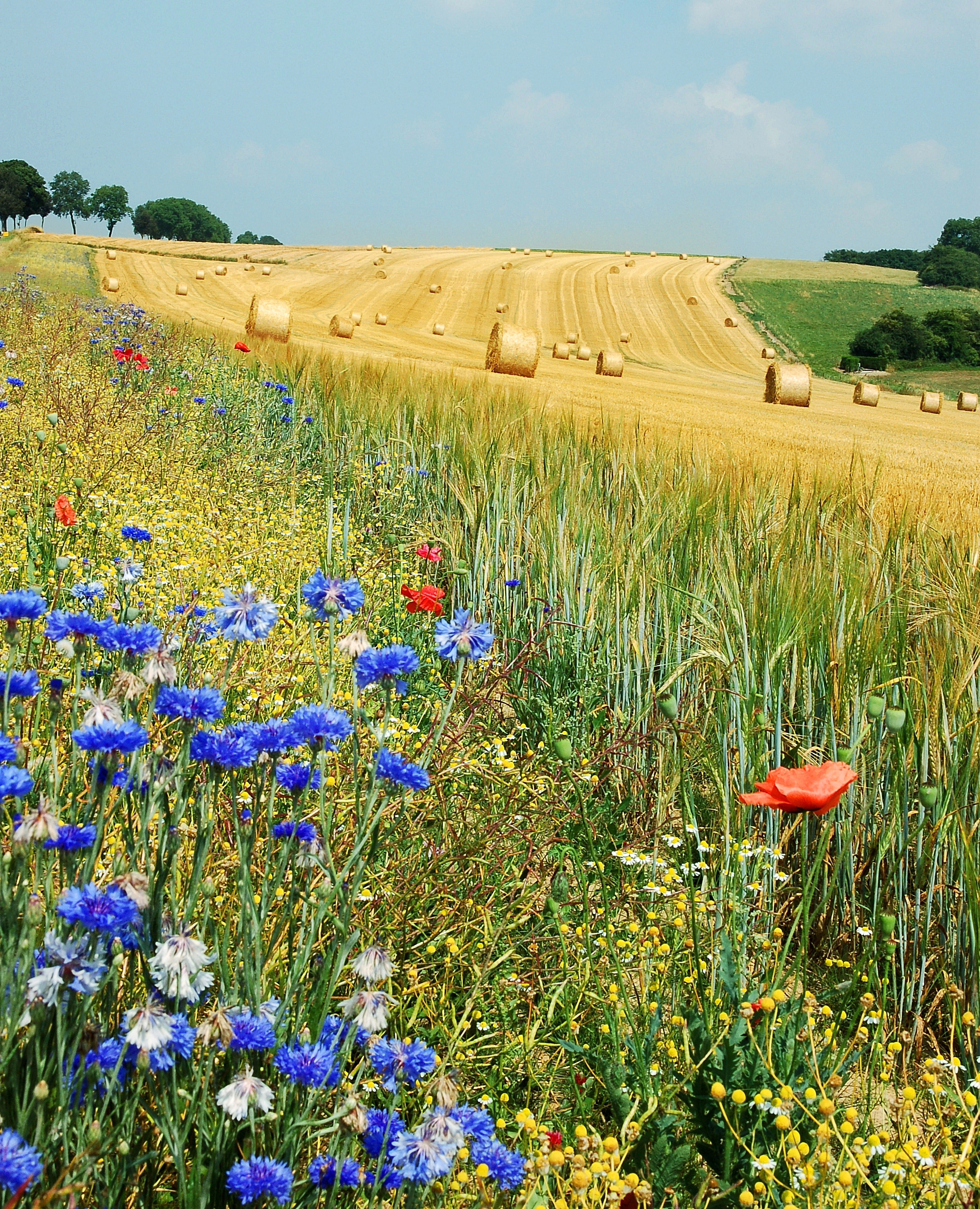
Campo in estate
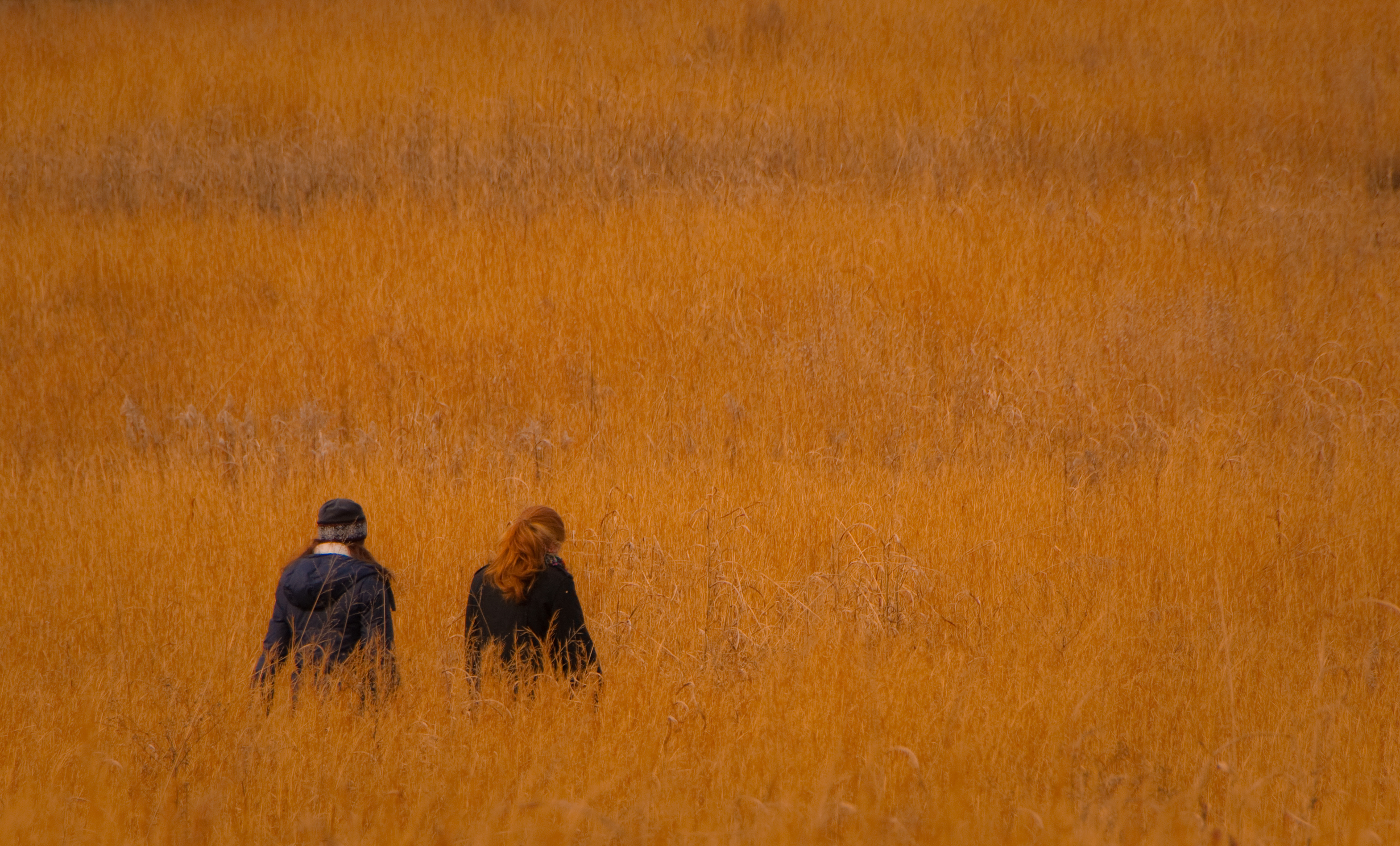
Due donne in un campo
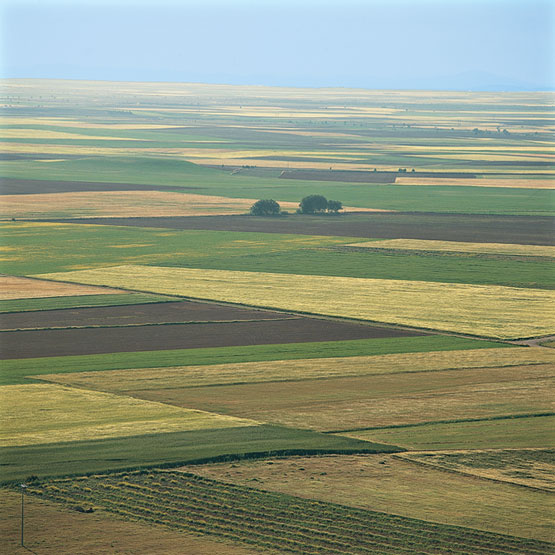
Campi aperti